# Cicia (eiland)
Cicia is een vulkanisch eiland in de Noordelijke Lau-archipel in Fiji. Het heeft een oppervlakte van 34 km². Het eiland is bewoond en heeft een vliegveld.
De Australische ekster is endemisch op het eiland, maar werd oorspronkelijk geïntroduceerd om schadelijke insecten in de kokospalmen tegen te gaan